# Rtić
Rtić je naselje u Hrvatskoj u sastavu Grada Vrbovskog. Nalazi se u Primorsko-goranskoj županiji.

## Zemljopis
Zapadno su Gorenci, sjeveroistočno je Rtić, rijeka Kupa i preko Kupe u Sloveniji Dalnje Njive, jugoistočno su Draga Lukovdolska, Močile i Vučnik, južno je Podvučnik, jugozapadno su Lukovdol, Dolenci i Nadvučnik.

## Stanovništvo
| broj stanovnika | 41    | 44    | 47    | 54    | 51    | 36    | 37    | 41    | 31    | 28    | 21    | 20    | 8     | 18    | 4     | 11    | 7     |
|                 | 1857. | 1869. | 1880. | 1890. | 1900. | 1910. | 1921. | 1931. | 1948. | 1953. | 1961. | 1971. | 1981. | 1991. | 2001. | 2011. | 2021. |